# Microgastríneos
Microgastríneos (Microgastrinae) é uma subfamília de vespas parasitoides pertencentes a família Braconidae. Abrange cerca de 2.000 espécies descritas, e estimativas de 5.000 a 10.000 de espécies no total. Sendo assim uma das subfamílias mais especiosas de vespas parasitoides.

## Gêneros
A subfamília compreende os seguintes géneros:
- Alphomelon
- Apanteles
- Choeras
- Cotesia
- Dasylagon
- Deuterixys
- Diolcogaster
- Distatrix
- Dodogaster[5]
- Dolichogenidea
- Exoryza
- Fornicia
- Glyptapanteles
- Hypomicrogaster
- Microgaster
- Microplitis
- Miropotes
- Nyereria
- Parapanteles
- Paroplitis
- Pholetesor
- Prasmodon
- Promicrogaster
- Protomicroplitis
- Pseudapanteles
- Rhygoplitis
- Sathon
- Sendaphne
- Shireplitis
- Snellenius
- Venanides
- Venanus
- Wilkinsonellus
- Xanthomicrogaster

## Descrição e distribuição
Estas vespas são em geral muito pequenas e com longas antenas. Espécies dentro desta subfamília tem quase uma distribuição cosmopolita.

## Biologia
Os Microgastrinae são parasitóides primários em outros insetos, especialmente sobre a fase larval de Lepidoptera. Geralmente depositam diversos ovos na mesma lagarta. Quando os ovos eclodem as jovens larvas da vespa se alimentam da hemolinfa e órgãos de seu hospedeiro. Posteriormente, as larvas deixam a lagarta e imediatamente constroem seus casulos, que permanecem ligados ao que resta de seu hospedeiro ou na vegetação próxima.

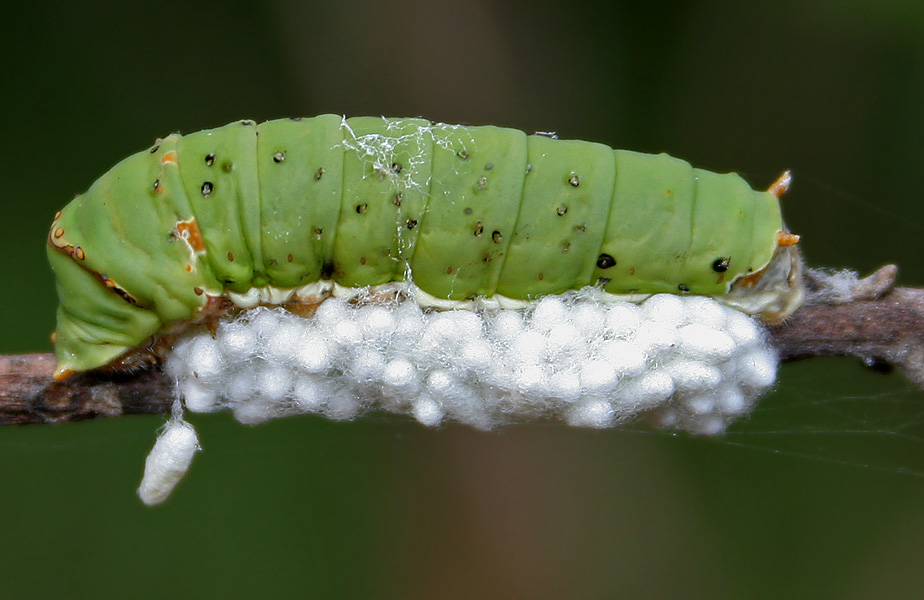
Casulos de Apanteles sob lagarta de Papilio demoleus
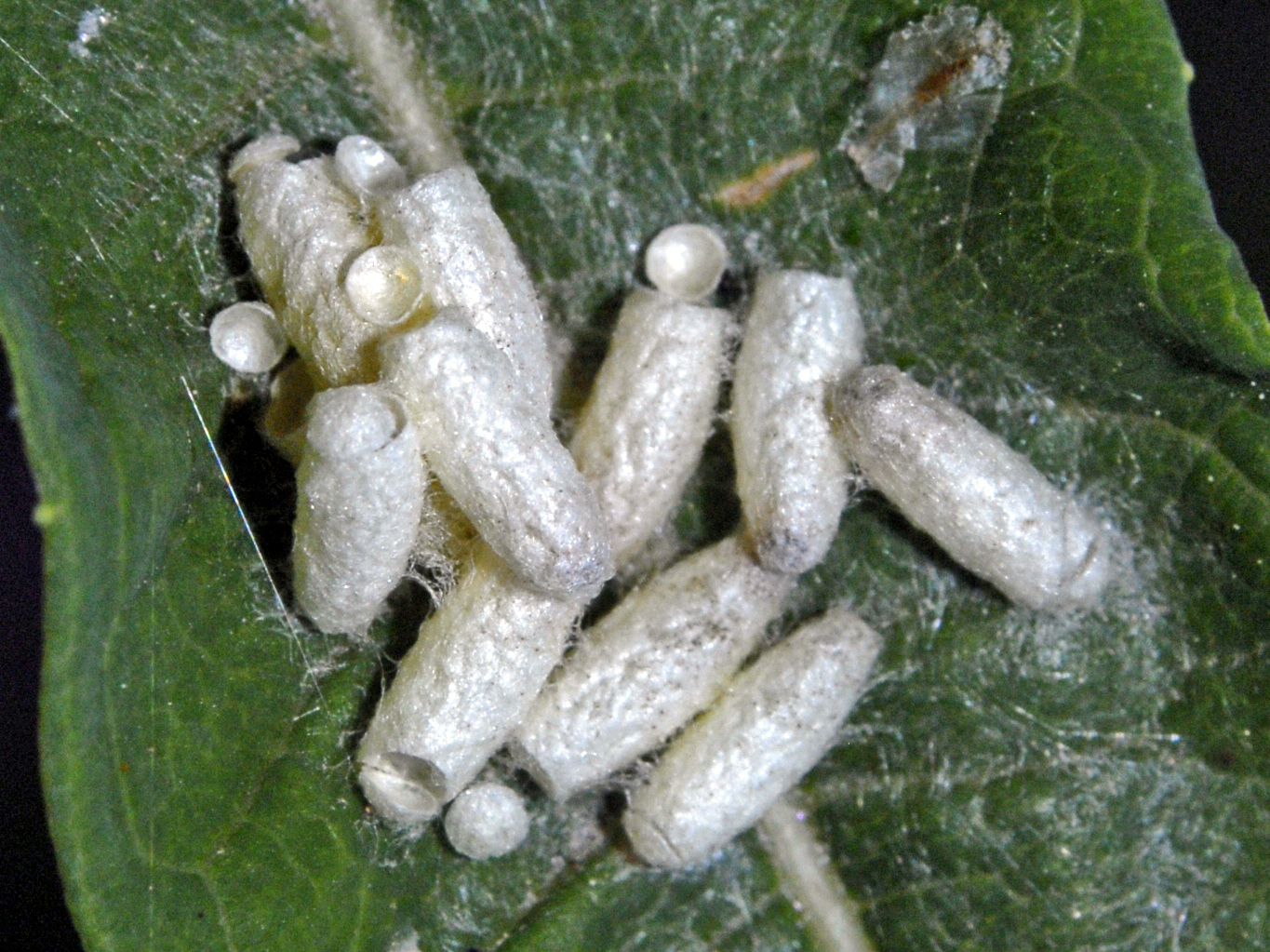
Casulos vazios de Microgastrinae